# Маслов, Александр Степанович
Алекса́ндр Степа́нович Ма́слов (1936—2013) — советский и российский государственный деятель, финансист и банкир.

## Биография
Родился 7 мая 1936 года в городе Загорске (ныне Сергиев-Посад).
Окончил среднюю и музыкальную школы. В 1953 году поступил в Московский финансовый институт (ныне Финансовый университет при Правительстве Российской Федерации) на факультет международных экономических отношений. В 1955 году этот факультет был закрыт и всех студентов перевели на финансово-кредитный факультет, который он закончил в 1958 году. По распределению Маслов был направлен в кредитный отдел ОПЕРУ Московской Городской конторы на должность кредитного инспектора. Менее чем через два года был назначен заместителем управляющего Свердловского районного отделения Госбанка СССР. В 1962 году был назначен на должность начальника отдела кредитования местной промышленности в Московской Городской конторе Госбанка СССР. В 1962—1964 годах работал в должности старшего консультанта валютно-экономического управления Госбанка СССР.
В 1964 году, по рекомендации Константина Назаркина, первого председателя Международного банка экономического сотрудничества, Александр Степанович был назначен в этот банк на должность старшего референта отдела сводного плана кредитно-планового правления; в 1967 году перешёл на должность старшего референта отдела операций в свободно конвертируемой валюте и золоте; позже назначен старшим консультантом Арбитражного отдела Управления по операциям в свободно конвертируемой валюте.
В 1971—1975 годах Маслов работал директором и был членом Правления Московского народного банка в Лондоне. В 1975—1976 годах — заместитель начальника управления валютно-кассовых операций Внешторгбанка СССР, в 1976—1983 годах — начальник управления иностранных банковских кредитов, в 1983—1987 годах — заместитель председателя правления Внешторгбанка СССР. В 1982 году окончил с отличием Академию народного хозяйства СССР (ныне Российская академия народного хозяйства и государственной службы при Президенте Российской Федерации).
В годы работы во Внешторгбанке СССР А. С. Маслов был непосредственным участником крупных международных проектов, в финансировании которых банк принимал участие. К наиболее значимым относятся финансирование проекта газопровода «Ямал — Западная Европа», строительство международного аэропорта «Шереметьево-2», на открытии которого в 1977 году Маслов представлял Внешторгбанк СССР. Впервые в истории СССР он выступал лично от лица Советского Союза в качестве истца против американского гражданина на судебном процессе в США по размораживанию советских денег в Bank of America.
В 1987—1991 годах — председатель правления Моснарбанка в Лондоне. Под руководством и по инициативе А. С. Маслова был создан благотворительный Фонд по сбору добровольных пожертвований в пользу жертв Спитакского землетрясения, произошедшего в Армении в 1988 году. В 1989 году при поддержке Маслова Моснарбанк стал финансовым консультантом первой англо-советской космической экспедиции «Джуно», организованной Главкосмосом СССР, Лицензионторгом и специально созданной британской компанией «Antequera Limited».
В 1991—1992 годах — первый директор-член правления от СССР и России в Европейском банке реконструкции и развития, созданного в 1991 году в Лондоне.
После распада СССР вернулся в Москву. В 1992 году был руководителем рабочей группы по подготовке международного финансового фонда земельной и агропромышленной реформы России. С 1995 года был директором и соучредителем (вместе с Владимиром Логиновым и Михаилом Липским) ЗАО «Агропромышленная Финансовая Компания».
Находясь на пенсии, Александр Степанович проживал в Москве, где умер 23 ноября 2013 года.

## Награды
- Был награждён орденом Знак Почёта, медалями «За доблестный труд в ознаменование 100-летия со дня рождения Владимира Ильича Ленина» и «Ветеран труда», а также нагрудным знаком «Отличник Госбанка» (№ 22805).